# Looking 4 Myself
Looking 4 Myself é o sétimo álbum de estúdio do cantor norte-americano Usher, lançado em 8 de junho de 2012. O álbum foi lançado pela RCA Records, após a dissolução da Jive Records em outubro de 2011. Vários produtores estavam envolvidos na produção do álbum, incluindo Diplo, Rico Love, Jim Jonsin, Salaam Remi, Pharrell Williams e Max Martin. Possui vários vocalistas convidados, incluindo Rick Ross, Pharrell, Luke Steele e A$AP Rocky. Inspirado nas suas viagens e na faixa título do álbum, Usher se aproximou do álbum com um som mais experimental, que ainda é relevante na era da música [atual]. Definido como "pop revolucionário" por Usher, críticos observaram que o álbum incorpora os gêneros R&B, pop, hip hop, eletrônica, europop e dubstep.
O álbum foi precedido por três singles "Climax", "Scream" e "Lemme See" este último com participação do rapper Rick Ross. "Climax" atingiu o top 20 da Billboard Hot 100 da Billboard e liderou as paradas da Hot R&B/Hip-Hop Songs por dez semanas consecutivas, enquanto "Scream" atingiu o top-dez na Hot 100 e vários em outros países. "Lemme See" atingiu o pico na segunda posição no gráfico anterior, enquanto nos gráficos top-50 dentre os últimos. Usher promoveu o álbum no show off-Broadway de Fuerza Bruta: Look Up, bem como vários outros shows e eventos incluindo Saturday Night Live, Good Morning America e na Capital FM Summer Time Ball.
Após seu lançamento, Looking 4 Myself recebeu críticas positivas de críticos de música. A maioria dos críticos elogiaram a diversificação de Usher em gêneros musicais, enquanto alguns repugnaram a falta de estrutura no álbum e no material pop. O álbum estreou no topo da parada americana Billboard 200, vendendo 128.000 cópias em sua primeira semana, tornando-se o quarto álbum número um de Usher. Embora configura a uma diminuição significativa em relação ao seu empenho anterior Raymond v. Raymond (2010), que abriu com 329.000 cópias. A primeira semana de vendas baixas foram voltadas para o álbum não atraente para seu público de núcleo e a indústria da música evoluindo ao longo dos anos.

## Desenvolvimento
O que ele queria fazer [em Looking 4 Myself] foi explorar a si mesmo musicalmente. Ele deu um passo fora do que era seguro e normal. Ele queria fazer um álbum que expressa onde ele estava indo musicalmente e não só onde ele esteve nos últimos 12 a 15 anos. Ele está crescendo, desenvolvendo, em movimento, agitação, e sendo algo que é novo, cultural, e que está afetando as pessoas sonoramente. Esse é um tipo de forçar as pessoas a crescer e elevar.

—Rico Love explorando a intenção de Usher do álbum para a Billboard.
O álbum anterior de Usher, Raymond v. Raymond (2010) que ganhou o Grammy Award, foi um sucesso comercial e recebeu críticas mistas. Usher revelou em novembro de 2011 que, para seu próximo álbum, ele estava trabalhando em um novo tipo de música que descrito por ele como "pop revolucionário", que combina diferentes gêneros para formar um novo som.
Rico Love afirmou que seu trabalho era assegurar que o álbum ficaria "clássico", e mais elaborado, afirmando: "Eu não sinto que o Usher é apenas um artista top 40 ou apenas um artista de R&B ou apenas um artista rhythmic. Eu tenho que fazer gravações que conectam a todos os formatos." Love foi entrevistado pela Billboard, onde falou sobre o relacionamento com os artistas e experiências.
Embora falando com o The Guardian, Usher disse que seu álbum é "consistente" mais um projeto "eclético"; ele falou sobre como pensou em colaborar com o produtor Diplo sendo "um perigo" e seguiu dizendo: "Mas ei homem, se você não correr nenhum risco, você têm a ganhar nada na vida. Atreva-se a ser diferente. Eu não pareço com você, eu não ando como você, eu não danço como você, eu não me movo como você ou falo com você. Que não me faz ímpar, que me faz quem eu sou." Embora dizendo a MTV, Usher afirmou que Looking 4 Myself é "o mais artístico de um álbum" que ele já teve na história. A arte do álbum e as faixas das músicas tanto da edição padrão e de luxo do álbum foram revelados em 3 de maio de 2012. Em 4 de junho de 2012, 30 segundos de cada faixa do álbum vazaram na internet.

## Gravação

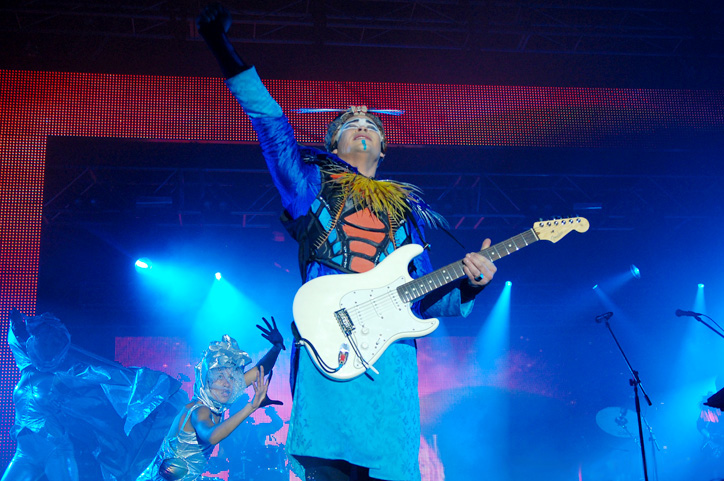
A dupla de música eletrônica Empire of the Sun produziu a faixa título do álbum, com participação do membro da banda, Luke Steele (imagem). A canção inspirou Usher a colaborar com os produtores que ele admirava, ou com quem normalmente não iria funcionar.

Usher anunciou alguns dos produtores envolvidos no álbum, incluindo Diplo, Rico Love, Jim Jonsin, Salaam Remi e Max Martin. Após Usher ter assistido ao Coachella Music Festival, ele trabalhou com a dupla de música eletrônica Empire of the Sun para produzir a faixa título do álbum; Usher descreveu a música da banda como "um som incrível". A colaboração com a banda inspirou Usher a produzir música mais experimental e produzir gravações com os produtores, o que normalmente não iria funcionar com adimiração. O DJ e produtor Diplo foi um deles, e assim ele e Usher começaram a trabalhar em um single do álbum, "Climax". Eles começaram a produção com um conceito, ao qual Diplo relatou uma experiência em uma entrevista para o The Guardian, dizendo que "Eu tinha explicado a ele sobre um momento que tive com uma menina onde senti que eu poderia morrer com ela e ter conteúdo, mas eu não e vida mudou-se, e que momento da minha vida acabou. Era um sentimento triste, mas ficou lindo. Ele foi matéria comigo sobre a ideia e quantas vezes você acha que as coisas são perfeitas e sentem desse jeito, mas eles podem passar." Eles discutiram o conceito ao longo do desenvolvimento da canção e como se relaciona com a vida de Usher, como Diplo "tentou ajudar a compreender estas letras e sentimentos." Após conceber algumas linhas de melodia, eles escreveram a música em cerca de uma hora. Usher e Diplo trabalharam na produção de música por dois meses, gravando em estúdios de Los Angeles, Nova York e Atlanta. Usher queria trabalhar com o trio de música eletrônica sueco Swedish House Mafia, desde que ambos tocaram juntos no American Music Awards em 2011. O grupo concordou em trabalhar com Usher, dizendo "Vamos ver se podemos chegar a Atlanta, e se pudermos, vamos começar a trabalhar em algumas faixas, escrevendo e movendo a bola para a frente." Steve Angello, um membro do Swedish House Mafia, disse ao MTV News que o grupo sairia com Usher em Ibiza após a cerimônia de premiação; eles trabalharam com ele em Atlanta durante cinco dias. Usher e o grupo produziram as faixas "Numb" e "Euphoria" e uma terceira faixa que não aparece no álbum final intitulado "Way to Count". Usher queria trabalhar com vários outros produtores, incluindo Skrillex, Calvin Harris, Afrojack, Kaskade, Little Dragon e David Guetta, que revelou ao The Hollywood Reporter, em maio de 2012 que eles colaboraram em uma gravação "louca". Embora a faixa não aparece no álbum final, com Usher explicando a AOL Music que "Você me conhece e David Guetta, falamos sobre trabalhar juntos novamente. Tivemos esta gravação incrível que eu e Luda[cris] trabalhou em seu álbum, mas infelizmente não torná-lo novamente em estúdio para trabalhar em um registro com meu álbum." O cantor-compositor Labrinth também contribuiu para a produção do álbum.

## Promoção
"Twisted" é mais do que uma gravação nostálgica, assim quando você pensa sobre uma clássico gravação de R&B, conseguimos uma forma de modernizá-lo, apesar de que é muito relevante, você ouve gravações como Cee Lo, ouve Bruno Mars e também Andre 3000 e que o som é muito relevante neste momento. Portanto, esta era uma espécie de nossa maneira de unir tudo isso e dar-lhe algo diferente, que você provavelmente não costuma receber de mim".

—Usher, discutindo a faixa do álbum "Twisted" durante a MTV First.
Usher realizou várias sessões privadas de escuta de Looking 4 Myself; ele twittou "minha sessão de audição foi como nenhum outro, um momento... para todos os que estava lá para compartilhar comigo... obrigado. Há muito mais para vir. URIV". Em 27 de abril de 2012 Usher estreou o álbum no show off-Broadway Fuerza Bruta: Look Up, no Daryl Roth Theater em Nova Iorque. Ao falar com a MTV, ele explicou seu raciocínio para a realização do show "Não é sempre que você é capaz de dar um pouco de um visual ou um tipo emocional da base de suas canções significam [...] Eu me sentia, sim, seria um desafio físico, sim, seria muito para mim, mas [eu quero] pelo menos experimentá-lo, há muitas vezes que vi o show e eu só esperava que eu fosse fazer acontecer". Steven Horowitz da banda Rolling Stones comentou que Usher "teatralmente sequenciado a totalidade do projeto de luzes estrobicas e movimentos coreografados". Horowitz também elogiou o desempenho de Usher, concluindo que "o artista veterano reafirma-se como um mestre sobre forragem da dança arrebatadora, capaz de transformar um quarto em uma rave enorme com facilidade". Usher apareceu no programa Good Morning America, onde ele falou sobre o álbum, e falou sobre sua batalha legal com sua ex-esposa Tameka Foster. Usher apareceu no Saturday Night Live - apresentado por Will Ferrell - onde apresentou os singles "Scream" e "Climax". Ele apresentou os dois singles novamente em um concerto no Today sendo a banda de abertura da série.
O cantor se apresentou no Billboard Music Awards de 2012; durante a performance ele usava um terno preto, chapéu e gravata borboleta, enquanto dançava com uma mulher mascarada, que depois desapareceu por trás de uma camada e foi substituída por Usher. Em 9 de junho de 2012 ele se apresentou no Capital FM Summertime Ball - sendo sua segunda aparição em sua carreira. Usher entrou no palco fazendo o moonwalk e, em seguida, cantou seu single de 2010 "OMG" com coreografadas rotineiras ao lado de bailarinas, ele então precedido de executar seus singles anteriores e atuais, incluindo "Yeah!", "Without You", "Climax" e "Scream". Usher cantou novamente "Scream" na Electronic Entertainment Expo de 2012, em Los Angeles durante uma conferência da Microsoft. Ele apresentou as coreografias apresentadas no jogo Dance Central 3, através do Kinect, para esta última canção. Usher promoveu o álbum na data de seu lançamento no Reino Unido em 11 de junho executando num concerto no HMV Hammersmith Apollo, em Londres. O apresentação foi dirigida por Hamish Hamilton e foi transmitido para o canal de Usher no Vevo pelo YouTube. Na mesma semana, ele apareceu na BBC Radio 1 Live Lounge, onde ele gravou a canção "Pumped Up Kicks" de Foster the People e realizou "Scream". Usher cantou "Climax" no BET Awards de 2012; Kelly Carter da MTV descreveu o desempenho como "bastante silenciado", devido à aparência de Usher e da dança sendo minimalista.

## Recepção
| Críticas profissionais | Críticas profissionais |
| Avaliações da crítica  | Avaliações da crítica  |
| Fonte                  | Avaliação              |
| ---------------------- | ---------------------- |
| Allmusic               | [ 33 ]                 |
| The A.V. Club          | B–                     |
| Entertainment Weekly   | B                      |
| The Guardian           | [ 36 ]                 |
| Los Angeles Times      | [ 37 ]                 |
| The Observer           | [ 38 ]                 |
| Pitchfork Media        | 7.6/10                 |
| Rolling Stone          | [ 40 ]                 |
| Slant Magazine         | [ 41 ]                 |
| Sputnikmusic           | 3.5/5                  |

Looking 4 Myself recebeu críticas positivas dos críticos de música. No Metacritic, que atribui uma avaliação normalizada em 100 a comentários de críticos tradicionais, o álbum recebeu uma pontuação média de 75, com base em 19 comentários. Alex Macpherson do The Guardian elogiou os vocais de Usher, dizendo que eles "estão fino ajustado" e encontrou o álbum "mais interessante" quando "vai em direções que não fazem unir a estética óbvia". Andy Kellman do Allmusic sentiu que, apesar da mudança de Usher para a dance music, "ele é mais uma força criativa quando está trabalhando com material mais lento, alma enraizada". Randall Roberts do Los Angeles Times descreveu o álbum como gênero não desafiador, mas em vez disso utiliza os estilos de música da era – [atual] que é "mais pop do que é revolucionário". Evan Rytlewski do The A.V. Club disse que "nem tudo funciona, mas nada disso é desagradável, ou" ao mesmo tempo que elogia Usher subdivide-se à correr riscos. Carrie Battan da Pitchfork Media agraciou com o álbum com sete-ponto-seis de um total possível de dez, e escreveu que "a força de Usher está no R&B, e ele está bem ajustado à mudança de terra", embora "nem tudo no Looking 4 Myself atinge a marca".
Em uma revisão mista, o escritor Kevin Ritchie do jornal Now disse que "Climax" é uma das únicas faixas com pouco suporte reduzido. Eric Henderson da Slant Magazine observou que o álbum falta estrutura, escrevendo que é "inevitavelmente irregular", dando-lhe três de cinco estrelas. Sarah Rodman do The Boston Globe criticou Usher pelo uso do auto-tune, escrevendo "a implantação desnecessária de Auto-tune em uma cantor que realmente pode realizar o seu próprio vocal". Killian Fox do The Observer escreveu que "para cada hit—'Lemme See' é outra, há um par de erros: 'Can't Stop Won't Stop', a abertura do Euro-dance produzido por will.i.am, é terrivelmente exagerada".

## Performance comercial
Looking 4 Myself estava previsto para vender 120.000 - 130.000 unidades durante sua primeira semana, nos Estados Unidos, com base em um dia de vendas. O número é abaixo em comparação ao desempenho do álbum anterior Raymond vs. Raymond (2010), que vendeu 329.000 unidades durante o mesmo período e até à data já vendeu mais de 2 milhões de cópias em todo o mundo. Apesar dos números baixos, Looking 4 Myself era ainda esperado para o topo da Billboard 200 na semana que terminou em 17 junho de 2012. O álbum inevitavelmente conheceu as previsões originais, estreando em número um na Billboard 200, vendendo 128.000 cópias no mercado interno em sua primeira semana. O número registra os menores na primeira semana de vendas para um álbum de estúdio de Usher desde My Way (1997), que vendeu 67.000 cópias. Apesar disso, o álbum marca o quarto álbum consecutivo número um de Usher nos Estados Unidos. Na semana seguinte do lançamento do álbum, Looking 4 Myself, caiu para o número seis na Billboard 200, vendendo 48.000 cópias. Em sua terceira semana, o álbum novamente caiu posições, queda de três pontos para o número nove e 36.000 unidades de venda. No Reino Unido, Looking 4 Myself estreou em na terceira posição vendendo 27.000 unidades; vendeu 16 unidades menor que o terceiro álbum de Amy MacDonald, Life in a Beautiful Light que estreou uma posição à frente ao número 2. Em outros países o álbum se posicionou similarmente bem, estreando no top 10 na Alemanha, Austrália, Canadá, Holanda e Suíça.

## Singles
Em 14 de fevereiro de 2012 o primeiro single do álbum, "Climax", vazou na internet, e depois lançado digitalmente em 22 de fevereiro de 2012. A canção acompanha o videoclipe que foi lançado em 9 de março de 2012 e foi dirigido por Sam Pilling. "Climax" estreou na Billboard Hot 100 na posição oitenta e um com 31.000 unidades digitais vendidas na semana de 10 de março de 2012 e atingiu até o momento a posição de número vinte. A canção liderou a Hot R&B/Hip-Hop Songs, marcando Usher como seu décimo primeiro single a ficar na primeira posição na tabela. O segundo single do álbum, "Scream",  estreou na internet em 26 de abril de 2012. A canção foi co-escrita por Savan Kotecha, que anteriormente trabalhou com artistas como Britney Spears, One Direction e Cher Lloyd. Foi disponibilizado para compra como download digital em 27 de abril de 2012. Oficialmente ele obteve impacto na rádio Top 40/Mainstream e Rhythmic em 1 de maio de 2012. O terceiro single, "Lemme See", com participação do rapper Rick Ross estreou em 30 de maio de 2012. Foi disponibilizado para compra como um download digital em 8 de maio de 2012 e era dado gratuitamente se o álbum fosse pré-encomendado do dia 8 adiante.

## Faixas
| Edição padrão  |                                                      | |                                              |         |  |
| N.º            | Título                                               | Compositor(es) | Produtor(es)                                 | Duração |  |
| 1.             | "Can't Stop Won't Stop"                              | Will Adams, Keith Harris, William Joel                                                                                          | will.i.am, Harris                            | 3:51    |  |
| 2.             | "Scream"                                             | Max Martin, Savan Kotecha, Shellback, Usher Raymond IV                                                                          | Max Martin, Shellback                        | 3:55    |  |
| 3.             | "Climax"                                             | Raymond IV, Thomas Pentz, Ariel Rechtshaid, Redd Stylez                                                                         | Diplo                                        | 3:53    |  |
| 4.             | "I Care for U"                                       | Nathaniel Hills, Raymond IV, Eric Bellinger, Juan Najera, Kevin Cossom, Marcella Araica                                         | Danja                                        | 4:08    |  |
| 5.             | "Show Me"                                            | Hills, Cossom, Raymond IV, Araica                                                                                               | Danja                                        | 3:43    |  |
| 6.             | "Lemme See" (com participação de Rick Ross)          | James Scheffer, Daniel Morris, Nickolas Marzouca, Raymond IV, Bellinger, Da Bridge, William Roberts II                          | Jim Jonsin, Mr. Morris                       | 4:15    |  |
| 7.             | "Twisted" (com participação de Pharrell)             | Raymond IV, Pharrell Williams                                                                                                   | Pharrell                                     | 3:43    |  |
| 8.             | "Dive"                                               | Rico Love, Scheffer, Morris, Frank Romano                                                                                       | Jonsin, Love, Jim Jonsin, Romano, Mr. Morris | 3:47    |  |
| 9.             | "What Happened to U"                                 | Raymond IV, Bellinger, Noah Shebib, Sidney Brown, Sean Combs, Reginald Ellis, Norman Glover, Carl Thompson, Christopher Wallace | 40, Omen*                                    | 4:22    |  |
| 10.            | "Looking 4 Myself" (com participação de Luke Steele) | Love, Pierre Medor, Earl Hood, Eric Goudy II                                                                                    | Love, Medor, Earl & E                        | 4:12    |  |
| 11.            | "Numb"                                               | Raymond IV, Klas Åhlund, Steve Angello, Sebastian Ingrosso, Axel Hedfors, Alessandro Lindblad, Ryon Lovett, Terry Lewis         | Axwell, Angello, Ingrosso                    | 3:46    |  |
| 12.            | "Lessons for the Lover"                              | Love, Medor, Hood, Goudy II | Love, Medor, Earl & E                        | 5:07    |  |
| 13.            | "Sins of My Father"                                  | Salaam Remi, Love, Raymond IV, Lewis                                                                                            | Remi, Love*                                  | 3:56    |  |
| 14.            | "Euphoria"                                           | Raymond IV, Åhlund, Angello, Ingrosso, Hedfors, Lovett, Lewis, Najera                                                           | Swedish House Mafia                          | 4:20    |  |
| Duração total: | Duração total:                                       | Duração total: | Duração total:                               | 56:48   |  |

| Edição de luxo |                                              |                                                           |                             |         |  |
| N.º            | Título                                       | Compositor(es)                                            | Produtor(es)                | Duração |  |
| 15.            | "I.F.U."                                     | Rico Love, Andrew Wansel, Autoro Whitfield, Ronald Colson | Wansel, Whitfield*, Flippa* | 4:02    |  |
| 16.            | "Say the Words"                              | Raymond IV, Steele, Surahn Sidhu                          | Steele, Surahn              | 4:01    |  |
| 17.            | "2nd Round"                                  | Raymond IV, Pentz, Rechtshaid, Najera                     | Diplo, Rechtshaid           | 3:22    |  |
| 18.            | "Hot Thing" (com participação de A$AP Rocky) | Raymond IV, Williams, Rakim Myers                         | Pharrell                    | 3:27    |  |
| Duração total: | Duração total:                               | Duração total:                                            | Duração total:              | 71:38   |  |

(*) Denota coprodutor
Notas
- "Can't Stop Won't Stop" contém uma porção da composição "Uptown Girl", composta por William M. Joel.
- "What Happened to U" contém um sample de "One More Chance/Stay with Me (Remix)", composta por Sean Combs, Reginald Ellis, Norman Glover, Carl Thompson e Christopher Wallace, e realizada por The Notorious B.I.G.

## Créditos
Créditos de Looking 4 Myself adaptado de Allmusic.
Administrativo
| - Usher Raymond IV - Produtor executivo - Mark Pitts - Produtor executivo, A&R - Jen Bui - Administração - Mr. Morgan - Administração - Kory Aaron - Assistente - Diego Avendaño - Assistente - Liz Bauer - Assistente - Delbert Bowers - Assistente - Nathan Burgess - Assistente - Thomas Cullison - Assistente - Jacob Dennis - Assistente - Alex Fremin - Assistente | - Chris Galland - Assistente - Phil Joly - Assistente - Jaime Martinez - Assistente - Dana Richard - Assistente - Ramon Rivas - Assistente - Ed Sanders - Assistente - Max Unruh - Assistente - Jorge Velasco - Assistente - Randy Warnken - Assistente - Eric Weaver - Assistente - Matt Huber - Assistente |

Créditos de performance
| - Usher Raymond IV - Artista primário - Rick Ross - Artista convidado - Luke Steele - Artista convidado | - Rico Love - Vocais - Mashanda Huskey - Vocais - Max Martin - Vocais (Segundo plano) |

Visuais e imagens
| - Francesco Carrozzini - Fotografia - Curtis Smith - Groomer - Ron Croudy - Direção de Arte | - Frank Zuber - Direção de Arte - David Royer - Estilista - Nicole Patterson - Maquiagem |

Instrumentos
| - Andre Bowman - Baixo - Jim Jonsin - Teclado - Stephen Coleman - Arranjos de cordas - Czech Film Orchestra - Cordas - Vincent Henry - Saxofone - Pierre Medor - Teclado - Daniel Morris - Teclado | - Nico Muhly - Piano, Arranjos de cordas, Cordas - Ariel Rechtshaid - Teclado - Shellback - Teclado - Salaam Remi - Baixo, Bateria, Guitarra, Teclado - Frank Romano - Guitarra - Aaron Spears - Bateria, Percussão |

Técnica e produção
| - Juan Najera - Compositor - Wesley Pentz - Compositor - Carl Thompson - Compositor - Christopher Wallace - Compositor - Pharrell Williams - Compositor - Lundon "Da Bridge" Knighten - Compositor - Savan Kotecha - Compositor - Terry Lewis - Compositor - Eric Bellinger - Compositor - Sidney Brown - Compositor - Sean Combs - Compositor - Reginald Ellis - Compositor - Sean Fenton - Compositor - William M. Joel - Compositor - Nathaniel Hills - Compositor - William Roberts - Compositor - James Scheffer - Compositor - Ryon Lovett - Compositor - Klas Åhlund - Compositor, Instrumentação, Produtor - Axel Hedfors - Compositor, Instrumentação, Produtor - Steve Angello - Compositor, Instrumentação, Produtor - Keith Harris - Compositor, Instrumentação, Produtor - Sebastian Ingrosso - Compositor, Instrumentação, Produtor - Alessandro Lindblad - Compositor, Instrumentação, Produtor - will.i.am - Compositor, Instrumentação, Produtor - Marcella "Ms. Lago" Araica - Compositor, Mixagem - Kevin Cossom - Compositor, Produtor vocal - Shellback - Compositor, Produtor, Programação | - Eric Goudy II - Compositor, Tambor de programação - Earl Hood - Compositor, Tambor de programação - Frank Romano - Compositor, Produtor - Rico Love - Compositor, Produtor - Max Martin - Compositor, Produtor - Pierre Medor - Compositor, Produtor - Nickolas Marzouca - Compositor, Engenharia, Mixing - Daniel Morris - Compositor, Programação - Usher Raymond IV - Compositor, Encarte - Ariel Rechtshaid - Compositor, Sintetizador - Andrew Coleman - Arranjo, Edição digital, Engenharia - Tom Coyne - Masterização - Diplo - Produtor - Swedish House Mafia - Produtor - Jim Jonsin - Producer, Programação - Gleyder "Gee" Disla - Engenharia - Mark "Exit" Goodchild - Engenheiro - John Hanes - Engenharia - Matt Huber - Engenharia - Sam Holland Såklart - Engenharia - Phil Seaford - Assistente de Engenharia - Dylan Dresdow - Mixagem - Serban Ghenea - Mixagem - Robert Marks - Mixagem - Manny Marroquin - Mixagem - Noel "Gadget" Campbell - Mixagem - Salaam Remi - Arranjo, Compositor, Produtor - Noah Shebib - Arranjo, Compositor, Instrumentação, Produtor |

## Posições
| Parada (2012)                                     | Posição de pico |
| ------------------------------------------------- | --------------- |
| Alemanha (German Albums Chart)                    | 8               |
| Austrália (Australian Albums Chart)               | 3               |
| Austrália (Australian Urban Albums Chart)         | 1               |
| Áustria (Austrian Albums Chart)                   | 29              |
| Bélgica (Belgian Albums Chart) (Flanders)         | 15              |
| Bélgica (Belgian Albums Chart) (Valónia)          | 24              |
| Canadá (Canadian Albums Chart)                    | 7               |
| Dinamarca (Danish Albums Chart)                   | 12              |
| Escócia (Scottish Albums Chart)                   | 11              |
| Espanha (Spanish Albums Chart)                    | 42              |
| Estados Unidos (Billboard 200)                    | 1               |
| Estados Unidos (Billboard Top R&B/Hip-Hop Albums) | 1               |
| Países Baixos (Dutch Albums Chart)                | 4               |
| França (French Albums Chart)                      | 20              |
| Irlanda (Irish Albums Chart)                      | 11              |
| Itália (Italian Albums Chart)                     | 35              |
| Japão (Japanese Albums Chart)                     | 15              |
| Nova Zelândia (New Zealand Albums Chart)          | 11              |
| Noruega (Norwegian Albums Chart)                  | 28              |
| Coreia do Sul (South Korean Albums Chart)         | 56              |
| Reino Unido (UK Albums Chart)                     | 3               |
| Reino Unido (UK R&B Chart)                        | 1               |
| Suíça (Swiss Albums Chart)                        | 5               |

## Histórico de lançamento
| País          | Data                | Formato              | Gravadora                | Edição(es)   |
| ------------- | ------------------- | -------------------- | ------------------------ | ------------ |
| Austrália     | 8 de junho de 2012  | CD, download digital | Sony Music Entertainment | Padrão, luxo |
| Alemanha      | 8 de junho de 2012  | CD, download digital | Sony Music Entertainment | Padrão, luxo |
| Áustria       | 8 de junho de 2012  | CD, download digital | RCA Records              | Padrão, luxo |
| Bélgica       | 8 de junho de 2012  | CD, download digital | RCA Records              | Padrão, luxo |
| Irlanda       | 8 de junho de 2012  | CD, download digital | RCA Records              | Padrão, luxo |
| Holanda       | 8 de junho de 2012  | CD, download digital | RCA Records              | Padrão, luxo |
| Nova Zelândia | 8 de junho de 2012  | CD, download digital | RCA Records              | Padrão, luxo |
| Noruega       | 8 de junho de 2012  | CD, download digital | RCA Records              | Padrão, luxo |
| Dinamarca     | 11 de junho de 2012 | CD, download digital | RCA Records              | Padrão, luxo |
| Finlândia     | 11 de junho de 2012 | CD, download digital | RCA Records              | Padrão, luxo |
| França        | 11 de junho de 2012 | CD, download digital | RCA Records              | Padrão, luxo |
| Portugal      | 11 de junho de 2012 | CD, download digital | RCA Records              | Padrão, luxo |
| Suécia        | 11 de junho de 2012 | CD, download digital | RCA Records              | Padrão, luxo |
| Reino Unido   | 11 de junho de 2012 | CD, download digital | RCA Records              | Padrão, luxo |
| Itália        | 12 de junho de 2012 | CD, download digital | RCA Records              | Padrão, luxo |
| México        | 12 de junho de 2012 | CD, download digital | RCA Records              | Padrão, luxo |
| Espanha       | 12 de junho de 2012 | CD, download digital | RCA Records              | Padrão, luxo |
| Reino Unido   | 12 de junho de 2012 | CD, download digital | RCA Records              | Padrão, luxo |
| Canadá        | 12 de junho de 2012 | CD, download digital | Sony Music Entertainment | Padrão, luxo |
| Japão         | 12 de junho de 2012 | CD                   | Sony Music Entertainment | Luxo         |